# Goera kawamotonis
Goera kawamotonis là một loài trong họ Goeridae. Loài này phân bố ở miền Ấn Độ - Mã Lai và miền Cổ bắc.